# Fabio Genovesi
Fabio Genovesi (Forte dei Marmi, 20 aprile 1974) è uno scrittore italiano.

## Biografia
Ha pubblicato racconti, romanzi, biografie, saggi, sceneggiature e traduzioni di autori statunitensi.
Nel 2015 ha vinto la seconda edizione del Premio Strega Giovani con il romanzo Chi manda le onde entrando nella cinquina dei finalisti del Premio Strega.
Con Il mare dove non si tocca ha vinto nel 2018 il Premio Viareggio per la narrativa ex aequo con Giuseppe Lupo.
In occasione del Giro d'Italia 2019, lavora come opinionista per la Rai, mentre durante il Tour 2019 è presente nello studio di Tour all'Arrivo sempre come opinionista. In occasione del Tour 2020, così come in quella del Giro 2020, 2021, 2022, 2023, 2024 e 2025 è la terza voce della cronaca Rai.
Nel 2019 ha debuttato nella narrativa per ragazzi con Rolando del camposanto e l'anno successivo ha dato alle stampe il romanzo Cadrò, sognando di volare, scelto dalla giuria popolarissima al Premio Pozzale Luigi Russo.
Nel 2024 si presta come voce narrante per l'audioguida della mostra "Gli Egizi e i doni del Nilo" organizzata dal Comune di Forte dei Marmi e dal Museo Egizio di Torino.
Nel 2025 ha espresso posizioni vicine al movimento No Cav. 

## Opere

### Racconti
- Il bricco dei vermi e altri racconti, Pietrasanta, Franche tirature, 2007 ISBN 978-88-95653-00-6.

### Romanzi
- Versilia rock city, Massa, Transeuropa, 2008 ISBN 978-88-7580-033-8 - Nuova ed. Milano, Mondadori, 2012 ISBN 978-88-04-61613-9.
- Esche vive, Milano, Mondadori, 2011 ISBN 978-88-04-60668-0.
- Chi manda le onde, Milano, Mondadori, 2015 ISBN 978-88-04-64953-3.[9]
- Il mare dove non si tocca, Milano, Mondadori, 2017 ISBN 978-88-04-68085-7.
- Cadrò, sognando di volare, Milano, Mondadori, 2020 ISBN 978-88-04-72196-3.
- Il calamaro gigante, Milano, Feltrinelli, 2021 ISBN 978-88-07-03442-8.
- Oro Puro, Milano, Mondadori, 2023 ISBN 978-88-04-77356-6. (presentato a Villa Bertelli[10][11]).
- Mie magnifiche maestre, Milano, Mondadori, 2025, ISBN 978-88-04-80288-4.

### Libri per ragazzi
- Rolando del camposanto, Milano, Mondadori, 2019 ISBN 978-88-04-71863-5.

### Saggi
- Morte dei Marmi, Roma-Bari, Laterza, 2012 ISBN 978-88-420-9857-7.
- Tutti primi sul traguardo del mio cuore, Milano, Mondadori, 2013 ISBN 978-88-04-63418-8.

### Antologie
- Guida letteraria alla sopravvivenza in tempi di crisi con Stefano Amato e Franz Krauspenhaar, Massa, Transeuropa, 2009 ISBN 978-88-7580-062-8.

### Biografie
- Prima o poi casco con Katia Beni, Firenze, Sassoscritto, 2008 ISBN 978-88-88789-73-6.

## Sceneggiature
- Dopodomani di Duccio Chiarini (2006)